# B-Boy
Benjamin Cuntapay (San Diego, 29 de dezembro de 1978), mais conhecido pelo seu nome no ringue B-Boy, é um lutador de wrestling profissional estadunidense, reconhecido por ter conquistado por uma vez o CZW World Heavyweight Championship.

## Títulos
- All Pro Wrestling
  - APW Worldwide Internet Championship (1 vez)[1]

- California Championship Wrestling
  - CCW Cruiserweight Championship (1 vez)[1]
  - CCW Maximum Championship[1]
  - CCW World Tag Team Championship (3 vezes)[1]

- Combat Zone Wrestling
  - CZW Iron Man Championship (1 vez)[3]
  - CZW World Heavyweight Championship (1 vez)[2]
  - Best of the Best (2003)[4]
  - Xtreme Strong Style Tournament (2004)[1]

- Jersey All Pro Wrestling
  - JAPW Light Heavyweight Championship (1 vez])[1]
  - JAPW Tag Team Championship (1 vez) – com Homicide[1]

- Pro Wrestling Guerrilla
  - PWG World Tag Team Championship (3 vezes) – com Homicide (1) e Super Dragon (2)[1]
  - Tango & Cash Invitational (2004) – with Homicide[5]

- SoCal Uncensored
  - Match of the Year (2001) vs. Super Dragon, November 3, Midwest Pro Wrestling[6]
  - Match of the Year (2003) with Super Dragon vs. Jardi Frantz and Bobby Quance, March 29, Goldenstate Championship Wrestling[7]
  - Wrestler of the Year (2002)[8]

- Ultimate Pro Wrestling
  - UPW Light Heavyweight Championship (2 vezes)[1]
  - UPW Tag Team Championship (1 vez) – com Funky Billy Kim[9]

- United Independent Wrestling Alliance
  - UIWA Cruiserweight Championship (1 vez)[1]

- World Power Wrestling
  - Best of the West Tournament (2004)[10]